# Михаил Мишинич
Михаил Мишинич (Михайло Мишинич, Михаил Мишиниц) (ум. 9 ноября 1280 г.) — новгородский посадник в 1272, 1273—1280 гг.

## До посадничества
Михаил Мишинич впервые упоминается в летописи под 1269 г., когда на него и ещё двух новгородских бояр (Жирослава Давыдовича и Елферия Сбыславича) князь Ярослав Ярославич необоснованно жаловался новгородцам. Жалоба заключалась в совершённых действиях этих трёх бояр, которые привели к войне с немцами и большим потерям в Раковорской битве. За это князь Ярослав хотел у них отнять их волости. Однако новгородцы не дали этого сделать.

## Посадничество
С приходом в 1272 г. на новгородский стол князя Василия Ярославича происходит смена посадников. Вместо Павши Онаньинича посадником становится Михаил Мишинич. Однако это посадничество было коротким, так как в этом же году им снова становится Павша Онаньинич. Лишь после смерти прежнего посадника в 1273 г. Михаил Мишинич получает эту должность повторно.
В 1280 г. участвует вместе с князем Дмитрием при закладке каменного города Копорье. В августе того же года Михаил Мишинич лишается посадничества (в пользу Семёна Михайловича). Через три месяца (9 ноября 1280 г.) он умирает.